# Watcher
Watcher is een Amerikaanse film uit 2022, geregisseerd door Chloe Okuno en geschreven door Zack Ford.

## Verhaal
Julia (Maika Monroe) volgt haar man Francis (Karl Glusman) naar Boekarest wanneer hij voor een nieuwe baan naar zijn geboorteland Roemenië verhuist. Ze heeft haar acteercarrière opgegeven, is vaak alleen omdat ze detaal niet spreekt en heeft weinig om handen. Op een nacht, terwijl ze vanuit haar raam de mensen buiten bekijkt, ziet ze een vage figuur in een aangrenzend gebouw, die naar haar lijkt terug te kijken. Kort daarna, wanneer Julia alleen in een plaatselijke bioscoop zit, wordt het gevoel dat ze bekeken wordt intenser en ze weet zeker dat ze wordt gevolgd. Ondertussen is er een seriemoordenaar in de stad actief die bekend staat als "De spin". 

## Rolverdeling
| Acteur                    | Personage |
| ------------------------- | --------- |
| Maika Monroe              | Julia     |
| Karl Glusman              | Francis   |
| Ciubuciu Bogdan Alexandru |           |
| Burn Gorman               | Weber     |

## Productie
Watcher is het speelfilmdebuut van Chloe Okuno die er zes jaar over deed om deze film te realiseren. In maart 2021 werd aangekondigd dat Maika Monroe, Karl Glusman en Burn Gorman werden gecast voor de film.
Het filmen op locatie in Boekarest begon op 8 maart en eindigde op 16 april 2021.

## Release en ontvangst
Watcher ging op 22 januari 2022 in première op het Sundance Film Festival in de U.S. Dramatic Competition. De film kreeg overwegend positieve kritieken van de filmcritici, met een score van 83% op Rotten Tomatoes, gebaseerd op 18 beoordelingen.